# Raymond Rallier du Baty
Pour les articles homonymes, voir Rallier du Baty.
Raymond Rallier du Baty est un navigateur français, né à Lorient (Morbihan) le 30 août 1881 et mort à Talant (Côte-d'Or) le 7 mai 1978, ayant mené deux expéditions dans l'archipel des Kerguelen.

## Biographie
Après des études en hydrographie à Nantes, il offre ses services à Jean-Baptiste Charcot, qui prépare sa première expédition en 1903 vers l'Antarctique, à bord du trois-mâts goélette Le Français. Engagé comme matelot, il assiste néanmoins les scientifiques.
Pendant ce séjour, Charcot baptise un îlot du nom de Rallier du Baty.
Au retour, il obtient son diplôme de capitaine au long cours.
En 1907, il monte sa première expédition, à bord d'un ketch de 45 tonneaux acheté à Boulogne, qu'il rebaptise le J.B. Charcot dont son frère Henry Rallier du Baty est le capitaine. Il atteint l'archipel des Kerguelen le 6 mars 1908 (en mouillant à Port-Christmas), dont il dresse la première carte exacte. Les marins restent plus d'un an dans l'archipel, l'explorant dans tous les sens, tout en chassant le phoque pour produire de l'huile.
Après avoir ensuite séjourné plusieurs années en France métropolitaine, y obtenant notamment un brevet de pilote aéronautique en mai 1912, il entreprend de repartir en exploration maritime à bord d'un voilier, plus petit mais facile à manœuvrer, La Curieuse, qu'il fait construire par les chantiers Léon Lefèvre de Boulogne. L'expédition part le 20 septembre 1912 de Cherbourg et doit s'achever en 1918. Mais après avoir une nouvelle fois exploré et cartographié plus précisément les Kerguelen, elle est interrompue en 1914 en Australie. En effet Rallier de Baty, apprenant que la France est en guerre, décide de rentrer défendre son pays.
Mobilisé, il sert comme pilote d'hydravion au centre d'aviation maritime de Dunkerque, et fonde le centre d'hydravion du Havre et réalise de nombreuses missions de patrouille aérienne.
Après la guerre, il est capitaine de navire La Tanche qui mène des expéditions scientifiques et techniques visant à mieux comprendre le comportement des poissons pour mieux les pêcher, pour le compte du Conseil international pour l'exploration de la mer.
En 1925, il acquiert à Locmiquélic (Morbihan) l'île de l'ancien couvent des Récollets, appelée Sainte-Catherine.
Il meurt le 7 mai 1978 à Talant (Côte-d'Or). Il est enterré au cimetière de Kerdeff à Locmiquélic.
Un timbre-poste de 1,20 F, dessiné et gravé par Pierre Béquet, a été émis en son honneur par l'administration des TAAF en 1978,puis un deuxième timbre-poste de 3,00 F en 2000, dessiné et gravé par Jacky Larrivière, dans un carnet de six timbres consacrés aux explorateurs des TAAF.

## Toponymie de l'archipel des Kerguelen
On doit à Rallier du Baty une grande part de la toponymie de l'archipel des Kerguelen. Si pour un grand nombre de toponymes, les noms choisis reflèteront la principale caractéristique du lieu, il utilisera largement aussi : 
- le nom de savants français comme Ampère, Lavoisier ou Pasteur, les noms d'hommes politiques français de son époque comme Clemenceau ou Poincaré[4].
- le nom des mécènes de ses expéditions comme Prince de Monaco, Société de Géographie, Yacht-Club ou la marque de moteur Bolinders[4].
- les toponymes existants de sa région d'origine, le sud de la Bretagne, comme Morbihan ou Port-Navalo.
- le nom de ses compagnons de précédentes expéditions en Antarctique comme Charcot ou Matha.
- des noms liés à l'aviation qu'il pratiquait comme aéronavale ou Blériot[4]
- les prénoms ou noms de membres de sa famille comme son frère, Henri Rallier du Baty, Levallois, Léontine, Jules ou Suzanne[4].
- les noms de personnes ayant participé ou aidé à ses deux expéditions dans l'archipel des Kerguelen comme celui de son mécanicien, Carels ou des matelots Agnes, Boudoux et Larose[4].

## Hommages
Sont nommés d'après lui : 
- une des péninsules de la Grande Terre de l'archipel des Kerguelen, la péninsule Rallier du Baty ;
- un sommet sur cette péninsule, le mont Raymond Rallier du Baty (1 166 m), un sommet voisin, le mont Henri Rallier du Baty (1 262 m) porte le nom de son frère, Henri Rallier du Baty ;
- un quai et la promenade du port à Locmiquélic.

Une rue dans le centre de Rennes honore la mémoire de son ancêtre Toussaint-François Rallier du Baty, ancien maire de la ville sous Louis XV.